# Група тиса ягідного
Гру́па ти́са я́гідного — ботанічна пам'ятка природи місцевого значення в Україні. Розташована в місті Стрий Львівської області, на розі вулиць Т. Шевченка і 1 Листопада (територія дитсадка № 3).
Площа 0,1 га. Статус надано 1984 року. Перебуває у віданні дитсадка № 3.
Статус надано з метою збереження кількох екземплярів тиса ягідного.

## Галерея

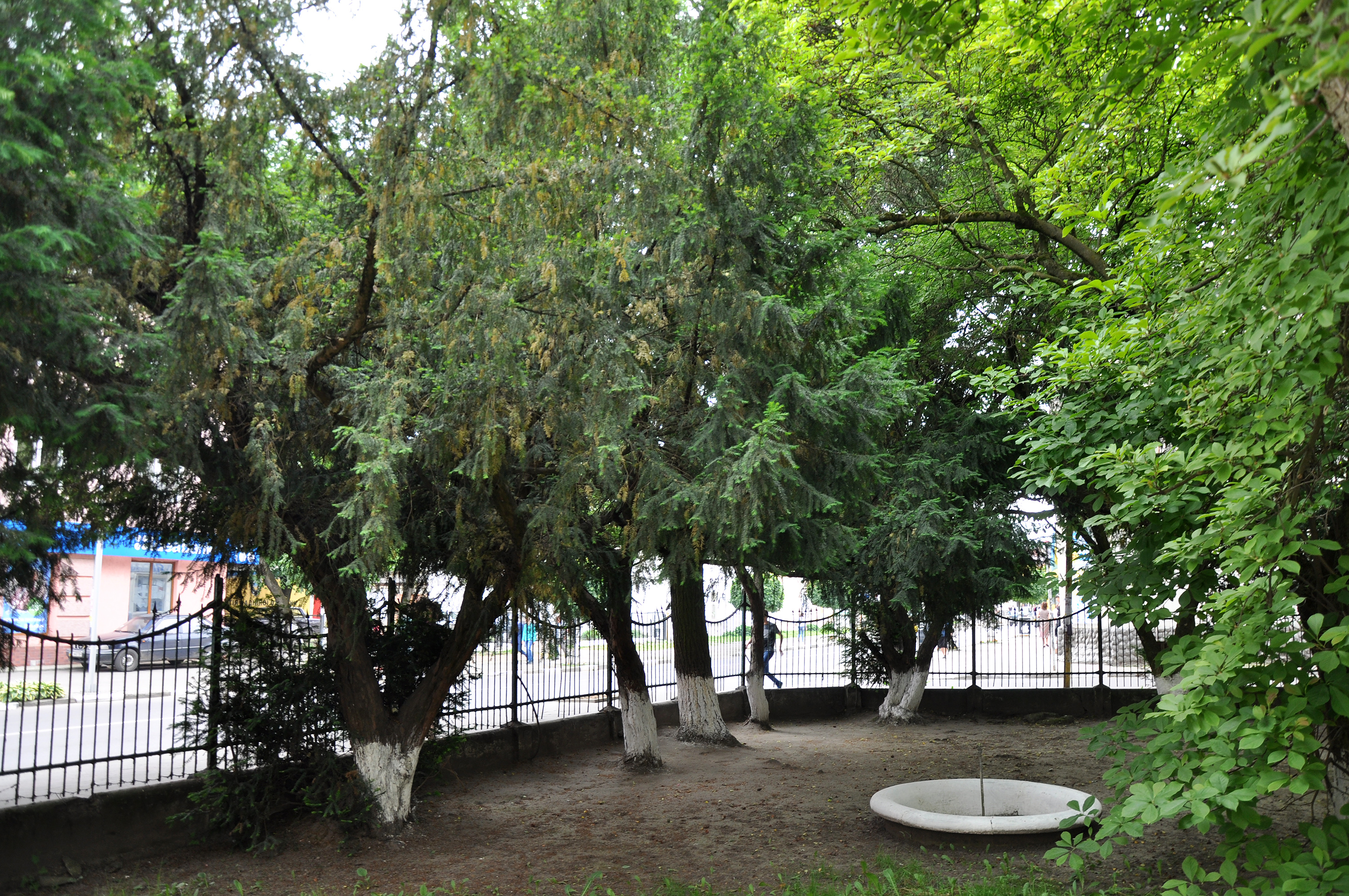
Дерева тиса ягідного
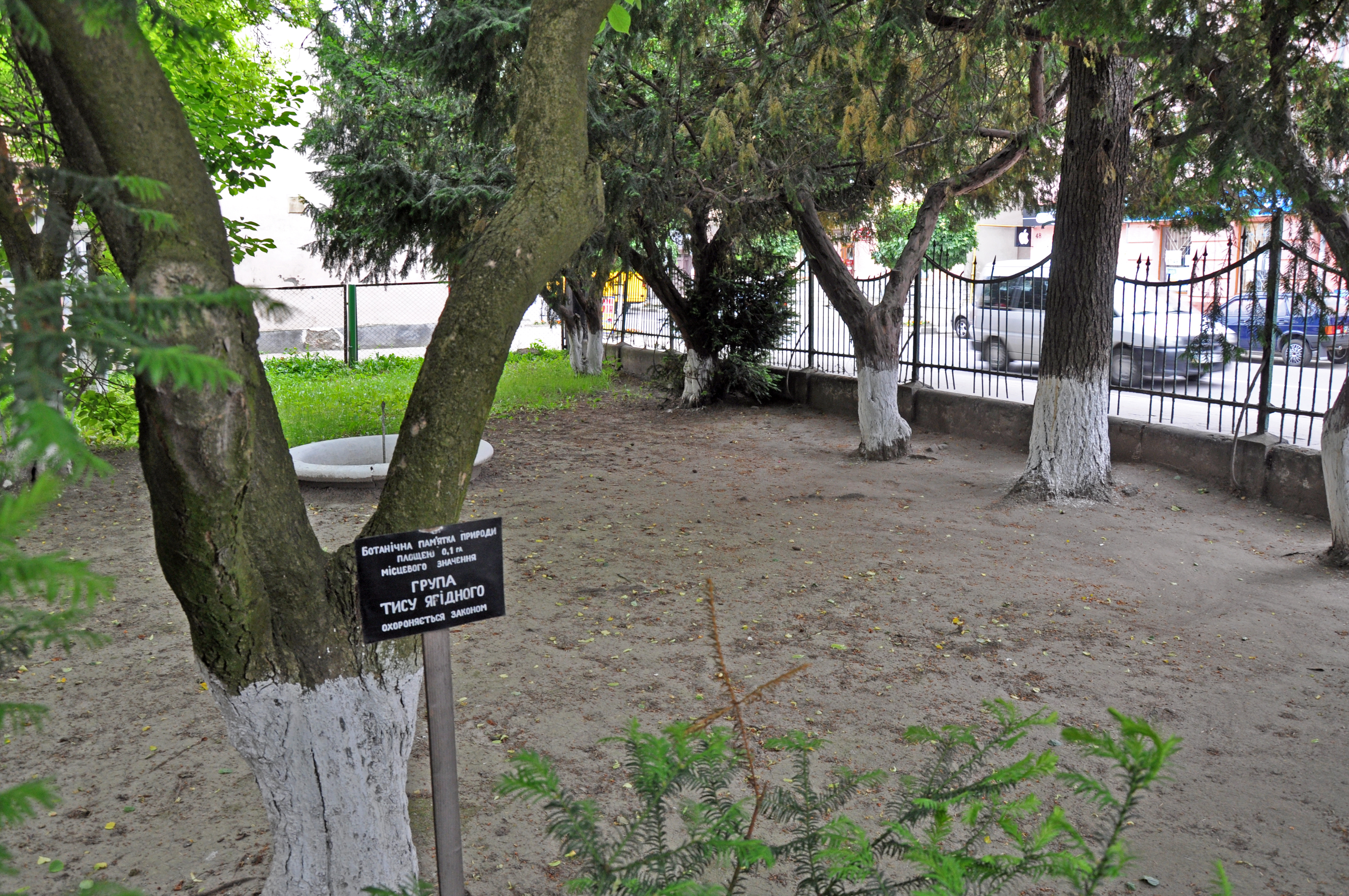
Група тиса ягідного